# Agana Heights
Agana Heights (chamorro: Tutuhan) är en ort och en village (administrativ enhet) i Guam (USA). Den ligger i den centrala delen av Guam. Antalet invånare är 3 808. Arean är 2,68 kvadratkilometer. 
Terrängen i Agana Heights är huvudsakligen platt.